# Aïn Hamra (bron)
Aïn Hamra (Arabisch: عين حمراء, Amazigh: Riffijns-Tamazight: ⴰⵉⵏ ⵃⴰⵎⵔⴰ / Terra Tazeggʷaɣt) is een natuurlijke bron in het noordoosten van Marokko, gelegen in het dorp Aïn Hamra in de provincie Taza. De bron staat bekend om het hoge gehalte aan ijzer en koolstofdioxide en wordt al decennialang bezocht vanwege vermeende gezondheidseffecten.

## De bron van Aïn Hamra
De naam "Aïn Hamra" betekent "Rode Bron" en verwijst naar de roodbruine kleur van het water, veroorzaakt door de aanwezigheid van ijzer. De bron bevindt zich op ongeveer 1.160 meter hoogte in het Rifgebergte. Tijdens een koninklijk bezoek in 1956 gaf koning Mohammed V de bron de eretitel "Aïn ar-Rahma" (Arabisch: عين الرحمة, "Bron van Genade"). Een gedenkplaat bij de bron herdenkt dit bezoek.

## Chemische eigenschappen
Volgens een laboratoriumanalyse uitgevoerd door dr. Chano, een arts uit Casablanca, bevat het water verhoogde concentraties ijzer en CO₂. Deze analyse droeg bij aan de officiële erkenning van de bron in 1956 als thermale bron met bijzondere eigenschappen.
Een wetenschappelijke studie uit 2024 bevestigde deze samenstelling:
- 1,75 mg/L ijzer
- 803,28 mg/L koolstofdioxide (CO₂)
- pH-waarde: licht zuur
- Temperatuur: ongeveer 24 °C

## Traditioneel gebruik
Hoewel er geen erkend medisch bewijs is voor genezende werking, wordt het bronwater lokaal gebruikt bij het verlichten van klachten als:
- Reumatische klachten
- Huidziekten
- Spijsverteringsklachten
- Ademhalingsproblemen

Veel bezoekers drinken het water of wassen zich ermee tijdens zogenaamde kuurperiodes. De bron trekt in de zomermaanden duizenden bezoekers uit heel Marokko.

## Bereik en betekenis
De bron vormt het centrum van het lokale kuurtoerisme. Bezoekers komen niet alleen voor het water, maar ook vanwege de koele berglucht en het landschap van het Rifgebergte. Rond de bron zijn bescheiden voorzieningen aanwezig, zoals zitplaatsen, waterpunten, en informatieborden. Het water wordt ook mee naar huis genomen in flessen, wat deel uitmaakt van een bredere culturele praktijk.